# 大湾镇 (重庆市)
大湾镇，是中华人民共和国重庆市渝北区下辖的一个乡镇级行政单位。

## 行政区划
大湾镇下辖以下地区：
滨河路社区、红竹街社区、河嘴村、大湾村、团丘村、龙庙村、拱桥村、八角村、风龙村、三沟村、水口村、天池村、金安村、杉树村、建兴村、空塘村、杉木村、金凤村、黄阳村、太和村、高兴村、两岔湖村、石院村、点灯村和龙洞岩村。